# Papkeszi
Papkeszi là một thị trấn thuộc hạt Veszprém, Hungary. Thị trấn này có diện tích 22,39 km², dân số năm 2010 là 1590 người, mật độ 71 người/km².